# Atractus depressiocellus
Atractus depressiocellus este o specie de șerpi din genul Atractus, familia Colubridae, descrisă de Robert F. Myers în anul 2003. Conform Catalogue of Life specia Atractus depressiocellus nu are subspecii cunoscute.